# Ernesto Montù
Ernesto Montù (Alessandria, 3 gennaio 1893 – Santa Margherita Ligure, 1981) è stato un ingegnere, inventore e radioamatore italiano.
Dal maggio 1921 fu condirettore della società Industrie Telefoniche Italiane dell'ingegner Doglio con l'incarico di responsabile della produzione radio iniziata da tale azienda. Nell'aprile 1924 passa alla Ansaldo Lorenz. 
Ernesto Montù fece parte del consiglio di amministrazione dell'Ente Italiano per le Audizioni Radiofoniche. Brevettò diversi macchinari industriali tra cui un primitivo modello di radar che però non fu capito dalle autorità. Con nomina di Guglielmo Marconi, divenne membro del CNR.
Nel 1966 ottenne il premio Cristoforo Colombo.
Fu fondatore dell'Associazione Radiotecnica Italiana, divenuta in seguito Associazione Radioamatori Italiani (A.R.I.), di cui fu anche segretario dal 1927 al 1947 e presidente onorario dal 1964 alla sua morte nel 1981.
| Controllo di autorità | VIAF (EN) 89655919 · SBN LO1V139036 · BAV 495/291965 |